# Hamilton Carvalhido
Hamilton Carvalhido (Río de Janeiro, 10 de mayo de 1941 - São Paulo, 17 de enero de 2021) fue un magistrado brasileño. Se desempeñó como ministro del Tribunal Superior de Justicia de Brasil (STJ) desde abril de 1999 y ministro efectivo del Tribunal Superior Electoral (TSE) desde abril de 2010. Se jubiló en el Superior Tribunal de Justicia en 9 de mayo de 2011. 

## Primeros años
Recibido en Derecho por la Facultad de Ciencias Jurídicas de Río de Janeiro, actual Universidad Gamma Filho, en 1963. Poco después ingresó en el Ministerio Público del Estado de la Guanabara alcanzando el cargo de procurador general de Justicia del Estado de Río de Janeiro por dos bienios entre 1995 y 1999. Paralelamente su carrera, fue profesor universitario, entre otras, de la Universidad Gamma Filho, UniCEUB y IESB.

## Supremo tribunal de justicia
En 1999 su nombre fue escogido para ocupar una vacante de ministro del Superior Tribunal de Justicia destinada a miembro del Ministerio Público, abierta con la jubilación de José Fernandes Dantas. Nombrado por el presidente Fernando Henrique Cardoso el 20 de abril de 1999.
Allí ocupó diversos cargos, habiendo sido miembro de la 1.ªturma del tribunal, director de la Revista del Superior Tribunal de Justicia, así como de la Corte Especial (formada por los quince ministros más antiguos).
Se jubiló el 9 de mayo de 2011.

## Nuevo Código de Proceso Penal
Coordinó la comisión de juristas instalada por Senado Federal del Brasil en 2008 responsable por la elaboración de anteproyecto de reforma del Código de Proceso Penal Brasileño.

## Tribunal superior electoral
Escogido en votación en el STJ, se hizo ministro efectivo del Tribunal Superior Electoral (TSE), empossado en 20 de abril de 2010, sustituyendo  Fernando Gonçalves.

## Vida personal
Estaba casado con Eunice Carvalhido, procuradora-general del Distrito Federal.
Falleció en São Paulo el 17 de enero de 2021, a los 79 años, después de complicaciones derivadas de la COVID-19.